# Bronisław Manicki
Bronisław Manicki, ps. Łamigłowa (ur. 3 września 1893 w Starych Lipinach, zm. 10 października 1944 w Warszawie) – polski żołnierz, podoficer Wojska Polskiego, walczący m.in. w Pierwszej Kompanii Kadrowej, kawaler Krzyża Niepodległości.

## Życiorys
Bronisław Manicki ukończył szkołę powszechną w Wołominie, po czym pracował w młynie ojca w Starych Lipinach. Wiosną 1913 roku wstąpił w Wołominie do Polskich Drużyn Strzeleckich, gdzie przyjął pseudonim Łamigłowa. Zorganizował tam sekcję strzelecką, do której zwerbował 14 osób. W czerwcu 1914 roku udał się do Nowego Sącza na kurs podoficerski. Po wybuchu I wojny światowej już 6 sierpnia służył w Pierwszej Kompanii Kadrowej. Był gońcem konnym w III plutonie. W lutym 1915 roku został przydzielony do 1 pułku ułanów Legionów Polskich Władysława Beliny-Prażmowskiego. Walczył na Wołyniu w IV plutonie 3 szwadronu. W czasie tej kampanii był dwukrotnie ranny. W lipcu 1916 roku brał udział w bitwie pod Kostiuchnówką, następnie w bitwach pod Dubniakami, Sitowiami i Rudką Miryńską.
Po uzyskaniu urlopu w 1916 roku Manicki kontynuował budowę struktur POW w Wołominie, organizował również komitet pomocy żołnierzom legionów internowanym w Obozie internowania w Szczypiornie. Prowadził też oddział skautów, nad którym dowodzenie przekazał 13 sierpnia 1916 roku Tomaszowi Piskorskiemu, który parę tygodni później z kilku również przez siebie zorganizowanych zastępów stworzył tu drużynę harcerską, która później uzyskała nazwę Pierwszej Wołomińskiej Drużyny Harcerzy im. Władysława Łokietka.
Zaraz po ślubie, w listopadzie 1918 roku ponownie zgłosił się do służby wojskowej, walczył w pułku szwoleżerów 1 Brygady Jazdy Władysława Beliny-Prażmowskiego. Z pułkiem tym zdobył Wilno. W 1920 roku służył w sztabie 1 Dywizji Piechoty Legionów.
Po zakończeniu wojny polsko-bolszewickiej został zdemobilizowany dla poratowania zdrowia. Po wyleczeniu, 1 kwietnia 1924 roku ponownie wstąpił do Wojska Polskiego jako podoficer zawodowy. Służył w 21 pułku piechoty „Dzieci Warszawy” dyslokowanym w warszawskiej Cytadeli. Był instruktorem, zajmował się szkoleniem poborowych.
W 1933 roku uczył przysposobienia wojskowego w warszawskich gimnazjach, m.in. Gimnazjum Towarzystwa im. Jana Zamoyskiego i Gimnazjum im. św. Stanisława Kostki w Warszawie.

## Awanse
- kapral – ok. 1916
- starszy sierżant – maj 1919

## Odznaczenia
- Krzyż Niepodległości (1932)[5]
- Złoty Krzyż Zasługi (1932)
- Odznaka „Za wierną służbę” (1916)
- Odznaka pamiątkowa „Krzyż za zdobycie Wilna 1919” – Wielkanoc w Wilnie (1919)[2]

## Życie rodzinne
Bronisław Manicki był synem Jana i Weroniki z domu Cieniewskiej. Jego ojciec był właścicielem młyna w Starych Lipinach. Bronisław miał młodszego brata Wiktora, który również działał w POW (ps. Stuart). Ożenił się 24 listopada 1918 roku w Warszawie z Heleną Stanisławą Kruk. Małżeństwo miało dwóch synów: Jerzego Anastazego (ur. 15 kwietnia 1919 roku w Warszawie, zm. 29 czerwca 1999 tamże, lekarza) i Jana (ur. 26 lipca 1921 roku w Gosławicach, poległ 10 września 1944 roku na Gocławiu w Warszawie).
Bronisław Manicki i jego starszy syn są pochowani na Cmentarzu Wojskowym na Powązkach (kwatera A23, rząd I, grób 3/4).

## Upamiętnienie
W 2021 imię Bronisława Manickiego otrzymał odcinek pasażu na osiedlu Niepodległości pomiędzy ulicami Kościelną i Lipińską w Wołominie. Uroczyste odsłonięcie odpowiednich oznaczeń i tablicy informacyjnej odbyło się 8 listopada 2021. 